# Athyma sulpitia
Athyma sulpitia is een vlinder uit de onderfamilie Limenitidinae van de familie Nymphalidae. De wetenschappelijke naam van de soort is, als Papilio sulpitia, voor het eerst geldig gepubliceerd in 1782 door Pieter Cramer.